# Éparchie de Severomorsk
L'éparchie de Severomorsk (Северомо́рская епа́рхия) est un diocèse (éparchie) de l'Église orthodoxe russe situé dans le Grand Nord de la Russie. Elle comprend les raïons de la Petchenga et de Ter, les zones fermées d'Alexandrovsk, de Vidiaïevo, Zaoziorsk, Ostrovnoï, Severomorsk, et la partie orientale du raïon de Lovozero, tous situés dans l'oblast de Mourmansk. L'éparchie de Mourmansk et l'éparchie de Severomorsk font partie du territoire métropolitain de Mourmansk. Le siège est la cathédrale Saint-André de Severomorsk avec une cocathédrale, la cathédrale de Tous-les-Saints-de-Kola d'Oumba.

## Histoire
Le Saint-Synode prend la décision le 2 octobre 2013 de former l'éparchie de Severomorsk à partir d'une partie septentrionale de l'éparchie de Mourmansk. Il est dirigé alors par Mitrophane (Badanine) devenu évêque, assisté d'un conseil diocésain à partir du 30 décembre 2013. L'éparchie est divisée en quatre doyennés.

## Ordinaires
- Mitrophane (Badanine) (24 novembre 2013 - 4 avril 2019)
- Taraise (Perov) (depuis le 4 avril 2019)

## Monastère
- Monastère de la Trinité-Saint-Tryphon de la Petchenga (Luhostari), hommes

## Doyennés

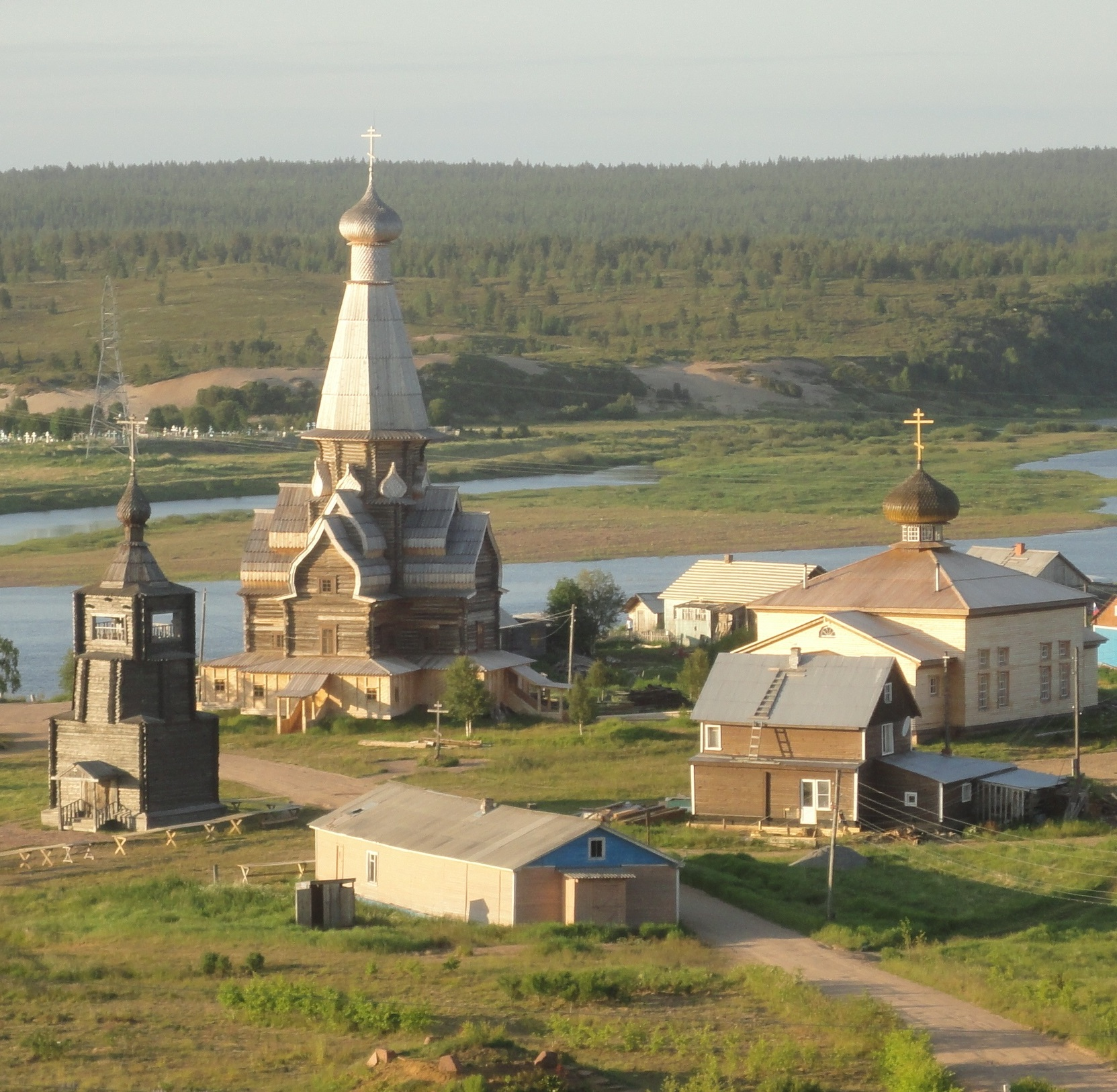
Vue de l'église de Varzouga du doyenné de Ter.

- Doyenné de Severomorsk (9 paroisses)
- Doyenné d'Alexandrovsk (5 paroisses)
- Doyenné de la Petchenga (5 paroisses)
- Doyenné de Ter (5 paroisses)